# Mackie Samoskevich
Matthew "Mackie" Samoskevich, född 15 november 2002, är en amerikansk professionell ishockeyforward som spelar för Florida Panthers i National Hockey League (NHL).
Han har tidigare spelat för Charlotte Checkers i American Hockey League (AHL); Michigan Wolverines i National Collegiate Athletic Association (NCAA) samt Chicago Steel i United States Hockey League (USHL).
Samoskevich vann Stanley Cup för säsongen 2024–2025.
Han draftades av Florida Panthers i första rundan i 2021 års draft som 24:e spelare totalt.

## Statistik
| 2015–2016   | Connecticut Oilers U14         | AYHL        | 18 | 3  | 6  | 9  | 8  | —  | — | —  | —  | — |
| 2016–2017   | Shattuck-St. Mary's Sabres U14 |             | 56 | 12 | 28 | 40 | 34 | —  | — | —  | —  | — |
| 2017–2018   | Shattuck-St. Mary's Sabres U16 |             | 59 | 22 | 26 | 48 | 27 | —  | — | —  | —  | — |
| 2018–2019   | Shattuck-St. Mary's Sabres U18 |             | 51 | 36 | 38 | 74 | 26 | —  | — | —  | —  | — |
|             | Chicago Steel                  | USHL        | 2  | 0  | 2  | 2  | 0  | 3  | 0 | 1  | 1  | 0 |
| 2019–2020   | Chicago Steel                  | USHL        | 47 | 13 | 21 | 34 | 28 | —  | — | —  | —  | — |
| 2020–2021   | Chicago Steel                  | USHL        | 36 | 13 | 24 | 37 | 27 | 8  | 1 | 9  | 10 | 4 |
| 2021–2022   | Michigan Wolverines            | NCAA        | 40 | 10 | 19 | 29 | 12 | —  | — | —  | —  | — |
| 2022–2023   | Michigan Wolverines            | NCAA        | 39 | 20 | 23 | 43 | 28 | —  | — | —  | —  | — |
|             | Charlotte Checkers             | AHL         | 2  | 0  | 2  | 2  | 0  | 7  | 0 | 4  | 4  | 0 |
| 2023–2024   | Florida Panthers               | NHL         | 7  | 0  | 0  | 0  | 0  | —  | — | —  | —  | — |
|             | Charlotte Checkers             | AHL         | 62 | 22 | 32 | 54 | 24 | 3  | 0 | 0  | 0  | 2 |
| 2024–2025   | Florida Panthers               | NHL         | 72 | 15 | 16 | 31 | 12 | 4  | 0 | 1  | 1  | 4 |
| NHL totalt  | NHL totalt                     | NHL totalt  | 79 | 15 | 16 | 31 | 12 | 4  | 0 | 1  | 1  | 4 |
| AHL totalt  | AHL totalt                     | AHL totalt  | 64 | 22 | 34 | 56 | 24 | 10 | 0 | 4  | 4  | 2 |
| NCAA totalt | NCAA totalt                    | NCAA totalt | 79 | 30 | 42 | 72 | 40 | —  | — | —  | —  | — |
| USHL totalt | USHL totalt                    | USHL totalt | 85 | 26 | 47 | 73 | 55 | 11 | 1 | 10 | 11 | 4 |

### Internationellt
| Källa: Uppdaterad: 2023-10-13 | Källa: Uppdaterad: 2023-10-13 | Källa: Uppdaterad: 2023-10-13 |         | Utv = Utvisningsminuter | Utv = Utvisningsminuter | Utv = Utvisningsminuter | Utv = Utvisningsminuter | Utv = Utvisningsminuter |
| År                            | Lag                           | Mästerskap                    | Matcher | Mål                     | Assists                 | Poäng                   | Utv                     |                         |
| ----------------------------- | ----------------------------- | ----------------------------- | ------- | ----------------------- | ----------------------- | ----------------------- | ----------------------- | ----------------------- |
| 2019                          | USA                           | Hlinka Gretzky                | 4       | 1                       | 0                       | 1                       | 4                       |                         |
| 2022                          | USA                           | JVM                           | 5       | 0                       | 3                       | 3                       | 0                       |                         |
| Junior totalt                 | Junior totalt                 | Junior totalt                 | 9       | 1                       | 3                       | 4                       | 4                       |                         |